# Live at the House of Blues
Live at the House of Blues – album koncertowy amerykańskiego rapera 2Paca. Został wydany 3 października 2005 roku, dziewięć lat po śmierci Tupaca w 1996. Album został nagrany 4 lipca 1996 roku.

## Lista utworów
1. „Ambitionz az a Ridah”
2. „So Many Tears”
3. „Troublesome”
4. „Hit ’Em Up”
5. „Tattoo Tears”
6. „All Bout U”
7. „Never Call U Bitch Again”
8. „Freek’n You”
9. „How Do U Want It”
10. „What Would U Do”
11. „Murder Was the Case”
12. „Tha Shiznit”
13. „If We All Gony Fuck”
14. „Some Bomb Azz (Pussy)”
15. „Ain’t No Fun (If the Homies Can’t Have None)”
16. „New York”
17. „Big Pimpin’”
18. „Do What I Feel”
19. „G’z and Hustlas”
20. „Who am I (What’s My Name)”
21. „Me in Your World”
22. „For My Niggaz and Bitches”
23. „Doggfather”
24. „Gin and Juice”
25. „2 of Amerikaz Most Wanted”

## Certyfikaty i sprzedaż
| Kraj                     | Certyfikat      | Sprzedaż |
| ------------------------ | --------------- | -------- |
| Australia (ARIA)         | złota płyta     | 7 500+   |
| Nowa Zelandia (RMNZ)     | złota płyta     | 2 500+   |
| Stany Zjednoczone (RIAA) | platynowa płyta | 100 000+ |
| Wielka Brytania (BPI)    | złota płyta     | 25 000+  |